# US Avranches
Union sportive Avranches Mont-Saint-Michel (tot 1990 Union sportive d'Avranches) is een Franse voetbalclub uit Avranches.
In 1895 werd Association Sportive du Collège d'Avranches opgericht onder invloed van Britse immigranten. Het was een omnisportclub verbonden aan de lokale onderwijsinstelling. Nadat de club problemen kreeg met de afwezigheid van externe spelers bij wedstrijden werd besloten dat die een eigen club moesten oprichten wat in april 1897 gebeurde als Union Sportive Avranches.
In de jaren dertig werd het stadion vernoemd naar oud-speler René Fenouillère, die sneuvelde in de Eerste Wereldoorlog.
De club speelde in de lagere reeksen (variërend van zevende tot vierde niveau). In 1990 werd Mont-Saint-Michel aan de naam toegevoegd om de nabijheid van het werelderfgoed te benadrukken. In het seizoen 1993/94 speelde Avranches op het derde niveau in de Championnat National. Na vier seizoenen zakte de club weer naar de CFA en daarna in 1999 naar de CFA 2. In 2009 keerde Avranches terug in de CFA waar het in 2014 haar poule won en daardoor in het seizoen 2014/15 weer in de Championnat National uitkomt. Na tien seizoenen degradeerde de club terug. 